# Weberstraße 40 (Quedlinburg)

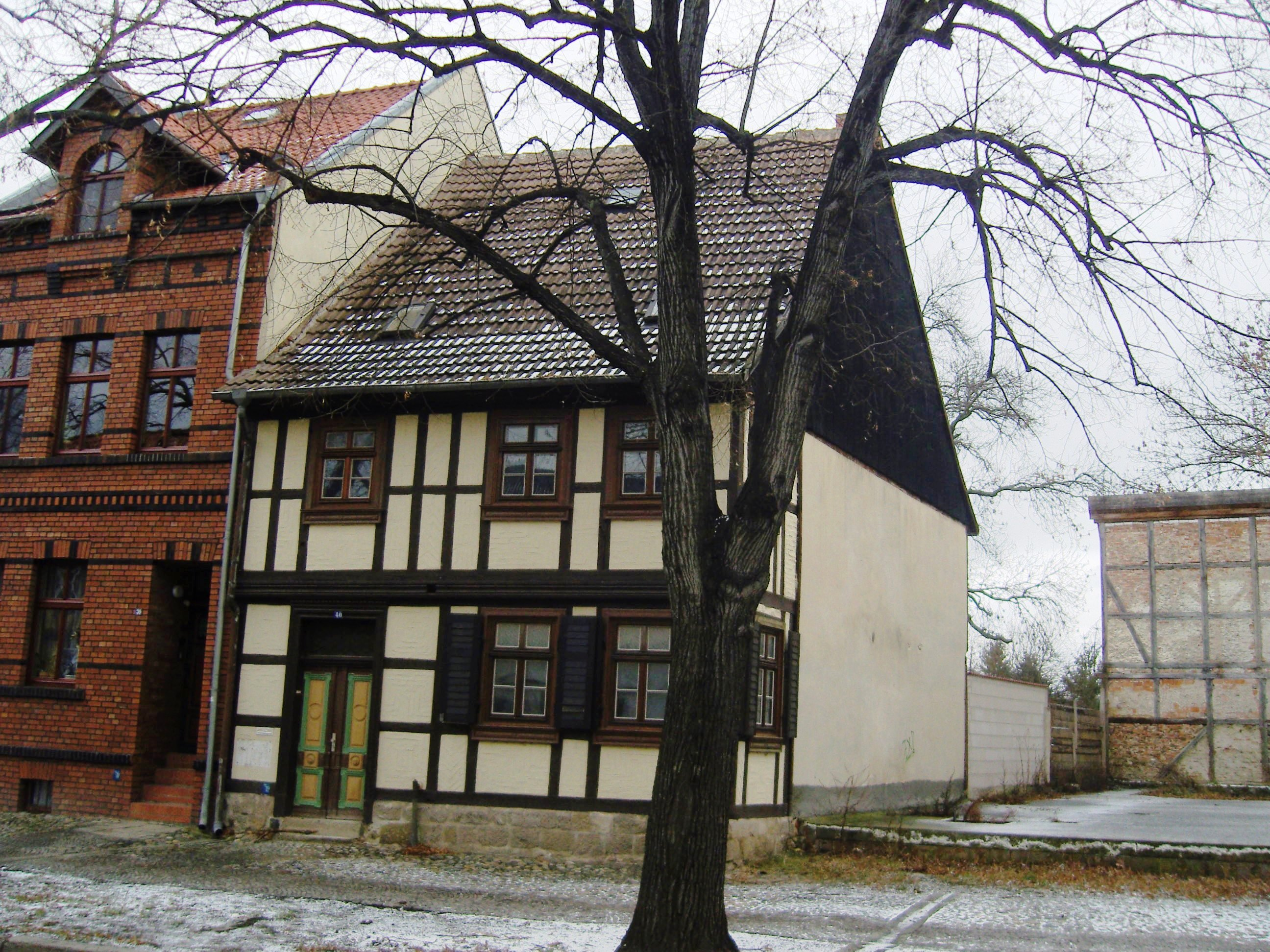
Haus Weberstraße 40

Das Haus Weberstraße 40 ist ein denkmalgeschütztes Gebäude in der Stadt Quedlinburg in Sachsen-Anhalt.

## Lage
Es befindet sich im nördlichen Teil der historischen Quedlinburger Neustadt und gehört zum UNESCO-Weltkulturerbe. Im Quedlinburger Denkmalverzeichnis ist es als Wohnhaus eingetragen.

## Architektur und Geschichte
Der kleine Fachwerkbau entstand in der zweiten Hälfte des 18. Jahrhunderts. Das Fachwerk weist einen sogenannten Ständerrhythmus und eine Profilbohle auf. Die Gefache sind mit Zierausmauerungen versehen.
Die Haustür stammt vom Ende des 19. Jahrhunderts und ist als Kassettentür gestaltet, wobei die Kassetten geohrt sind.